# George Porter
George Hornidge Porter, baron Porter luddenhamski, PRS, britanski kemik in plemič, * 6. december 1920, Stainforth, † 31. avgust 2002.
Porter je bil med letoma 1985 in 1990 predsednik Kraljeve družbe in med letoma 1984 in 1996 kancler Univerze v Leicestru.

## Priznanja in nagrade
- Nobelova nagrada za kemijo (1967)
- Davyjeva medalja (1971)
- Rumfordova medalja (1978)
- Copleyjeva medalja (1992)